# John Riggins
Robert John Riggins, apodado "The Diesel" o "La Locomotora", (nacido el 4 de agosto de 1949 en Seneca, Kansas) es un exjugador de fútbol americano. Jugó como running back en la NFL para los New York Jets y los Washington Redskins.  Riggins fue seleccionado para el Salón de la Fama en 1992.

## Carrera

### Primeros años
Riggins nació en Seneca, Kansas y asistió a la escuela Centralia High School en Centralia, Kansas.  Mientras estuvo ahí, destacó en tres disciplinas atléticas diferentes: fútbol americano, baloncesto y atletismo.
Esa escuela ahora está ubicada en la John Riggins Avenue, la cual cruza gran parte de la ciudad de Centralia.

### Universidad
Riggins asistió y jugó como universitario con los Kansas Jayhawks, donde llegó a ser seleccionado como All-America y dos veces seleccionado al primer equipo de la Big Eight Conference (ahora la Big 12 Conference).  Riggins lideró a los Jayhawks a un campeonato de la Big Eight Conference en 1968.  Kansas llegó al Orange Bowl de 1969, perdiendo con Penn State por 15-14.
Durante su último año en Kansas en 1970, Riggins corrió para 1,131 yardas y anotó 14 touchdowns (entonces un récord en su universidad).  Terminó su carrera universitaria con 2,659 yardas por tierra, rompiendo la marca que Gale Sayers había poseído anteriormente (aún es la 5ª mejor marca de Kansas y la 14ª por yardas totales).
En su estadía en Kansas, Riggins se graduó en periodismo.

### Profesional

#### New York Jets (1971–1975)
Riggins fue seleccionado en la primera ronda del draft de 1971 por los New York Jets y en su temporada como novato logró ser el líder del equipo tanto en yardas por tierra como en recepciones.  El 15 de octubre de 1972, los Jets lograron un récord de equipo consiguiendo 333 yardas por tierra en contra de los New England Patriots, venciéndolos por marcador de 41-13.  Riggins, quien corrió 168 yardas, y Emerson Boozer, quien corrió también para 150 yardas, se convirtieron en el único tándem de running backs en la historia de los Jets en correr 150 yardas cada uno en un partido.  A pesar de que no pudo jugar en los últimos dos partidos por una cirugía en la rodilla, Riggins corrió para 944 yardas, cuatro yardas menos que Matt Snell, quien en ese entonces poseía la marca de la franquicia.
Riggins estuvo ubicado entre los 10 mejores corredores de la AFC en 1974 a pesar de perderse cuatro juegos por una lesión en un hombro.  Después de cuatro años jugando con los Jets, ya estaba ubicado como el 4º mejor corredor en la historia del equipo con 2,875 yardas.  En 1975, Riggins se convirtió en el primer jugador de los Jets en lograr correr 1,000 o más yardas en una temporada.  El día 21 de diciembre de 1975, corrió 121 yardas en contra de los Dallas Cowboys, consiguiendo su 5º partido consecutivo corriendo 100 yardas, terminando con un total de 1,005 yardas en esa temporada.  En la que sería su última temporada con los Jets, Riggins fue seleccionado a su único Pro Bowl.
Riggins fue nombrado como el MVP del equipo de los Jets (premio ahora conocido Martin Award) en 1972 y 1975.
Hasta 2008, Riggins aún está ubicado como el 6º mejor corredor en la historia de los Jets.

#### Washington Redskins (1976–1979)
En 1976, Riggins firmó como agente libre con los Washington Redskins, quienes le ofrecieron un contrato por cuatro años y $1.5 millones de dólares, nada comparable a los $75,000 dólares que ganó en su último año con los Jets.  En su primera temporada con los Redskins, Riggins fue utilizado sobre todo en situaciones de corto yardaje, perdiéndose casi toda la temporada de 1977 por una lesión en la rodilla.  Sin embargo, ganó más de 1,000 yardas en cada una de las siguientes dos temporadas y fue parte importante del ataque de los Redskins' offense.

#### Disputa contractual (1980)
Durante el campamento de entrenamiento en julio de 1980, Riggins pidió renegociar su contrato anual de $300,000 dólares y los Redskins se negaron.  Entonces decidió dejar el campamento y los Redskins lo colocaron en la lista de jugadores que abandonaron los campos de entrenamiento, un movimiento que lo hizo inelegible para jugar en cualquier otro equipo en la liga.  No jugó en toda la temporada de 1980 y no volvió con los Redskins hasta 1981, cuando Joe Gibbs, el entonces nuevo entrenador en jefe de Washington viajó hasta Kansas para hacer un ofrecimiento de paz.
Riggins traía puesto un equipo de camuflaje", recuerda Gibbs: 

Él había ido de cacería con un amigo suyo. Traía una cerveza en la mano. Eran las 10 de la mañana y él se reunía por primera vez con su nuevo entrenador y yo pensé [sarcásticamente], "Este tipo de verdad me impresiona". Pero a media conversación me dijo, "Necesitas que regrese. Te haré famoso".

Pensé entonces, "Dios mío, este tipo es un egomaníaco." Pero entonces recapacité, "Voy a hacerlo regresar a Washington y después lo cambiaré por otro jugador. De ninguna manera voy a soportar a loco." Así que regresé a Washington, y dos días después me llamó. Me dio, "Joe, he tomado una decisión, y voy a jugar la próxima temporada." Pensé que era una buena idea. Ya lo tenía de vuelta e iba a cambiar a otro equipo a este tonto. Pero entonces dijo, "Solo hay una cosa que quiero en mi contrato." Le pregunté cual era. Me contestó, "Una cláusula de no transferencia."

Riggins también regresó por sugerencia de Ed Garvey, quien era el director ejecutivo de la NFLPA.
Once meses después de haberse marchado, Riggins regresó a los campamentos de entrenamiento en 1981 con un contrato nuevo, expresando a los medios de comunicación "Estoy aburrido, estoy sin dinero, y estoy de regreso."

#### Washington Redskins (1981–1985)
Antes del regreso de Riggins en 1981, logró conseguir 714 yardas por tierra pero anotó 13 touchdowns.
Durante la temporada de 1982 (acortada por una huelga de jugadores), Riggins ganó 553 yardas.  Fue mucho más exitoso durante la postemporada de 1982, logrando ganar 444 yardas en las victorias sobre los Detroit Lions, los Minnesota Vikings (logrando un récord de franquicia con 185 yardas), y los Dallas Cowboys; ayudando a los Redskins a alcanzar el Super Bowl XVII.  Riggins corrió para lograr lo que en ese entonces fue una marca de Super Bowl con 166 yardas por tierra en 38 acarreos y los Redskins vencieron a los Miami Dolphins  por marcador de 27–17.  Fue nombrado como el Super Bowl MVP.
Una jugada diseñada para una ganancia de poco yardaje llamada "70 chip" resultó ser la clave del juego.  Quedando solo 10 minutos en el reloj de juego, Riggins recibió el balón en una 4º oportunidad y pulgadas por avanzar , rompió una tackleada del cornerback Don McNeal  de Miami y corrió 43 yardas para conseguir un touchdown.  Esta victoria de Super Bowl fue el primer campeonato logrado por Washington desde 1942.  Riggins totalizó 610 yardas en cuatro juegos de postemporada, el 43 por ciento de la ofensiva total de Washington.  Esos cuatro juegos consecutivos de postemporada con más de 100 yardas fue una marca de postemporada en la NFL.  El 6 de diciembre de 2007, ese acarreo de Riggins fue votado por los aficionados como el Momento más Grande de los Redskins.
En 1983, Riggins corrió para 1,347 yardas, anotó 24 touchdowns (una marca de la NFL en esa época), ganó el Premio Bert Bell, y fue seleccionado como All-Pro por primera vez en su carrera.  Riggins de nuevo tuvo una postemporada sobresaliente, corriendo para conseguir 242 yardas y dos touchdowns en los primeros juegos de postemporada de 1983, extendiendo su récord de la NFL con más partidos con por lo menos 100 yardas por tierra a 6.  Corrió para 64 yardas y un touchdown en la derrota de los Redskins por 38-9 en el Super Bowl XVIII en contra de Los Angeles Raiders.
Otros dos hechos memorables sucedieron en 1983 para Riggins. El 20 de noviembre de 1983, logró otro récord de la NFL, al conseguir su 12º partido consecutivo anotando por lo menos un touchdown en una victoria por 42–20 sobre Los Angeles Rams.  Su récord terminaría siendo de 13 juegos consecutivos, anotando en la siguiente semana.  Entonces el 7 de diciembre de 1983, Mark Moseley logró un récord de la NFL para un pateador, anotando 161 puntos en esa temporada, terminando como el líder de la liga en ese departamento.  Riggins, quien anotó 144 puntos, quedó en segundo lugar en esa lista.  Sucedió que por primera vez desde la temporada de 1951, los dos mejores anotadores de la liga jugaron en el mismo equipo.
Riggins ganó 1,239 yardas en 1984, a pesar de tener problemas en la espalda.  En 1985, corrió para más de 100 yardas en tres de sus primeros cuatro juegos, antes de ser reemplazado por George Rogers.  Se retiró al final de esa temporada.
Riggins jugó en 175 partidos en 14 temporadas consiguiendo 13,442 yardas totales (11,352 por tierra y 2,090 por recepciones) y 116 touchdowns.  Riggins acumuló más de 1,000 yardas en cinco ocasiones a lo largo de su carrera; y más de 100 yardas en 35 partidos, incluyendo el récord antes mencionado de seis juegos consecutivos en postemporada. Corrió en 251 ocasiones para un total de 996 yardas y 12 touchdowns en nueve partidos de postemporada.  Fue el segundo jugador en la historia de la liga en conseguir más de 100 touchdowns por tierra, y el primero en conseguirlo desde que Jim Brown lo lograra en 1965.
En 2008, Riggins aún es el mejor corredor en la historia de los Redskins, habiendo conseguido 7,472 yardas por tierra en su estadía en Washington

## Después del fútbol americano

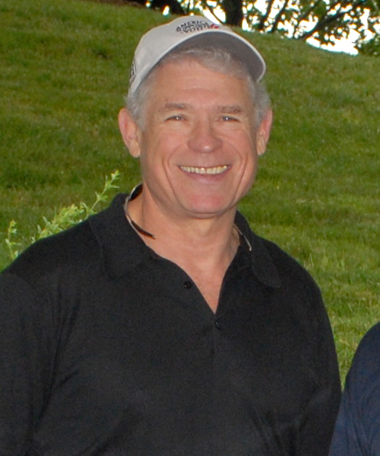
Foto de John Riggins tomada en 2007.

### Actor
En 1994, comenzó a actuar en algunas obras de teatro en pequeños teatros en Broadway como  Gillette y El sueño de una noche de verano (donde interpretó al personaje de Nick Bottom).  Sus créditos como actor incluyen a las series de televisión Guiding Light y Law & Order: Criminal Intent.

### Arresto policíaco
El 7 de mayo de 1992, Riggins fue arrestado en Arlington, Virginia, y acusado de conducir en estado de ebriedad. Fue llevado a prisión, citado ante la justicia y liberado ese mismo día.

### Honores
El 21 de octubre de 1990, Riggins y Joe Theismann fueron inducidos al Redskins' Ring of Fame.  Cuando fue mencionado el nombre de Riggins, corrió hacia el campo de juego vestido por completo con el uniforme de los Redskins, incluyendo el casco y las hombreras, y el público asistente en el RFK Stadium estalló en ovación. Riggins más tarde explicó que el "solo quería escuchar el rugido de la multitud una vez más".
En 1992 fue elegido para estar con los inmortales en Canton, Ohio.
El 13 de octubre de 2007, Riggins fue seleccionado en el Ring of Honor de la Universidad de Kansas en el Memorial Stadium.

## Vida personal
Riggins ha estado casado en dos ocasiones y tiene cinco hijos.  Ahora reside en Cabin John, Maryland, cerca del río Potomac.[cita requerida]
| Predecesor: Joe Montana | Super Bowl MVP Super Bowl XVII, 1983 | Sucesor: Marcus Allen |